# Łyżwiarstwo figurowe na Zimowych Igrzyskach Olimpijskich 2022 – pary taneczne
Łyżwiarstwo figurowe na Zimowych Igrzyskach Olimpijskich 2022 – pary taneczne – rywalizacja w jednej z konkurencji łyżwiarstwa figurowego – parach tanecznych, rozgrywanej na Zimowych Igrzyskach Olimpijskich 2022 rozgrywanej 12 i 14 lutego w hali Capital Indoor Stadium.
Tytułu mistrzowskiego nie bronili Kanadyjczycy Tessa Virtue i Scott Moir, którzy zakończyli karierę amatorską po poprzednich igrzyskach.

## Rekordy świata
W tabeli przedstawiono rekordy świata w konkurencji par tanecznych przed rozpoczęciem zawodów olimpijskich:
| Segment          | Zawodnicy                               | Punkty | Zawody          | Data              |
| ---------------- | --------------------------------------- | ------ | --------------- | ----------------- |
| Nota łączna      | Gabriella Papadakis / Guillaume Cizeron | 226,61 | NHK Trophy 2019 | 23 listopada 2019 |
| Taniec dowolny   | Gabriella Papadakis / Guillaume Cizeron | 136,58 | NHK Trophy 2019 | 23 listopada 2019 |
| Taniec rytmiczny | Gabriella Papadakis / Guillaume Cizeron | 90,03  | NHK Trophy 2019 | 22 listopada 2019 |

W trakcie zawodów ustanowiono następujące rekordy świata (GOE±5):
| Segment          | Zawodnicy                               | Rekord [pkt] | Zmiana o [pkt] | Data           |
| ---------------- | --------------------------------------- | ------------ | -------------- | -------------- |
| Nota łączna      | Gabriella Papadakis / Guillaume Cizeron | 226,98       | (+0,37)        | 14 lutego 2022 |
| Taniec rytmiczny | Gabriella Papadakis / Guillaume Cizeron | 90,87        | (+0,84)        | 12 lutego 2022 |

## Kwalifikacje
Poszczególne reprezentacje mogły zdobyć kwalifikacje olimpijskie w poszczególnych konkurencjach, w tym w konkurencji par sportowych, podczas dwóch zawodów. Pierwszą możliwością kwalifikacji były mistrzostwa świata 2021, podczas których obsadzono 18 z 23 miejsc. Pozostałe kwalifikacje wyłoniono podczas zawodów Nebelhorn Trophy 2021.

## Terminarz
| Data      | Segment          | Godzina rozpoczęcia | Godzina rozpoczęcia |
| Data      | Segment          | Czas CET            | Czas lokalny        |
| --------- | ---------------- | ------------------- | ------------------- |
| 12 lutego | Taniec rytmiczny | 12:00               | 19:00               |
| 14 lutego | Taniec dowolny   | 02:15               | 09:15               |

## Wyniki

### Taniec rytmiczny
Wzorem tańca w tańcu krótkim był Midnight Blues. Do tańca dowolnego zakwalifikowało się 20 z 23 par.
| Poz.                              | Zawodnicy                                    | Reprezentacja               | TSS      | Elementy oceny | Elementy oceny | Elementy oceny | Elementy oceny | Elementy oceny | Elementy oceny | Elementy oceny | Elementy oceny | Nbr. |
| Poz.                              | Zawodnicy                                    | Reprezentacja               | TSS      | TES            | PCS            | SS             | TR             | PE             | CH             | IN             | Ded            | Nbr. |
| --------------------------------- | -------------------------------------------- | --------------------------- | -------- | -------------- | -------------- | -------------- | -------------- | -------------- | -------------- | -------------- | -------------- | ---- |
| 1                                 | Gabriella Papadakis / Guillaume Cizeron      | Francja                     | 90,83 WR | 51,65          | 39,18          | 9,71           | 9,61           | 9,86           | 9,82           | 9,96           | 0,00           | 18   |
| 2                                 | Wiktorija Sinicyna / Nikita Kacałapow        | Rosyjski Komitet Olimpijski | 88,85    | 50,26          | 38,59          | 9,64           | 9,46           | 9,71           | 9,68           | 9,75           | 0,00           | 19   |
| 3                                 | Madison Hubbell / Zachary Donohue            | Stany Zjednoczone           | 87,13    | 48,82          | 38,31          | 9,61           | 9,36           | 9,64           | 9,64           | 9,64           | 0,00           | 23   |
| 4                                 | Madison Chock / Evan Bates                   | Stany Zjednoczone           | 84,14    | 46,39          | 37,75          | 9,36           | 9,25           | 9,50           | 9,57           | 9,50           | 0,00           | 20   |
| 5                                 | Aleksandra Stiepanowa / Iwan Bukin           | Rosyjski Komitet Olimpijski | 84,09    | 47,09          | 37,00          | 9,18           | 9,00           | 9,32           | 9,32           | 9,43           | 0,00           | 16   |
| 6                                 | Piper Gilles / Paul Poirier                  | Kanada                      | 83,52    | 46,17          | 37,35          | 9,32           | 9,18           | 9,46           | 9,36           | 9,36           | 0,00           | 21   |
| 7                                 | Charlène Guignard / Marco Fabbri             | Włochy                      | 82,68    | 45,85          | 36,83          | 9,14           | 9,04           | 9,32           | 9,29           | 9,25           | 0,00           | 22   |
| 8                                 | Laurence Fournier Beaudry / Nikolaj Sørensen | Kanada                      | 78,54    | 43,89          | 34,65          | 8,68           | 8,46           | 8,71           | 8,71           | 8,75           | 0,00           | 15   |
| 9                                 | Olivia Smart / Adrián Díaz                   | Hiszpania                   | 77,70    | 42,78          | 34,92          | 8,61           | 8,50           | 8,82           | 8,79           | 8,93           | 0,00           | 14   |
| 10                                | Lilah Fear / Lewis Gibson                    | Wielka Brytania             | 76,45    | 41,70          | 34,75          | 8,54           | 8,43           | 8,82           | 8,79           | 8,86           | 0,00           | 17   |
| 11                                | Kaitlin Hawayek / Jean-Luc Baker             | Stany Zjednoczone           | 74,58    | 40,80          | 33,78          | 8,36           | 8,21           | 8,54           | 8,50           | 8,61           | 0,00           | 13   |
| 12                                | Wang Shiyue / Liu Xinyu                      | Chińska Republika Ludowa    | 73,41    | 40,16          | 33,25          | 8,29           | 8,14           | 8,43           | 8,39           | 8,32           | 0,00           | 11   |
| 13                                | Marjorie Lajoie / Zachary Lagha              | Kanada                      | 72,59    | 39,67          | 32,92          | 8,18           | 8,00           | 8,36           | 8,32           | 8,29           | 0,00           | 12   |
| 14                                | Diana Davis / Gleb Smołkin                   | Rosyjski Komitet Olimpijski | 71,66    | 39,31          | 32,25          | 7,96           | 7,86           | 8,21           | 8,11           | 8,29           | 0,00           | 9    |
| 15                                | Natalia Kaliszek / Maksym Spodyriew          | Polska                      | 70,32    | 39,51          | 30,81          | 7,57           | 7,57           | 7,71           | 7,86           | 7,79           | 0,00           | 7    |
| 16                                | Juulia Turkkila / Matthias Versluis          | Finlandia                   | 68,23    | 38,14          | 31,09          | 7,79           | 7,54           | 7,93           | 7,79           | 7,82           | 1,00           | 2    |
| 17                                | Natálie Taschlerová / Filip Taschler         | Czechy                      | 67,22    | 37,07          | 30,15          | 7,57           | 7,29           | 7,57           | 7,61           | 7,64           | 0,00           | 4    |
| 18                                | Marija Kazakowa / Gieorgij Riewija           | Gruzja                      | 67,08    | 37,17          | 29,91          | 7,43           | 7,21           | 7,54           | 7,57           | 7,64           | 0,00           | 8    |
| 19                                | Tina Garabedian / Simon Proulx-Sénécal       | Armenia                     | 65,87    | 35,57          | 30,30          | 7,57           | 7,36           | 7,71           | 7,61           | 7,61           | 0,00           | 10   |
| 20                                | Ołeksandra Nazarowa / Maksym Nikitin         | Ukraina                     | 65,53    | 35,44          | 30,09          | 7,54           | 7,50           | 7,50           | 7,50           | 7,57           | 0,00           | 3    |
| Nie awansowali do tańca dowolnego |                                              |                             |          |                |                |                |                |                |                |                |                |      |
| 21                                | Katharina Müller / Tim Dieck                 | Niemcy                      | 65,47    | 35,56          | 29,91          | 7,43           | 7,29           | 7,64           | 7,54           | 7,50           | 0,00           | 1    |
| 22                                | Misato Komatsubara / Tim Koleto              | Japonia                     | 65,41    | 35,58          | 29,83          | 7,46           | 7,25           | 7,54           | 7,54           | 7,50           | 0,00           | 6    |
| 23                                | Paulina Ramanauskaitė / Deividas Kizala      | Litwa                       | 58,35    | 32,49          | 25,86          | 6,54           | 6,18           | 6,61           | 6,54           | 6,43           | 0,00           | 5    |

### Taniec dowolny
| Poz. | Zawodnicy                                    | Reprezentacja               | TSS    | Elementy oceny | Elementy oceny | Elementy oceny | Elementy oceny | Elementy oceny | Elementy oceny | Elementy oceny | Elementy oceny | Nbr. |
| Poz. | Zawodnicy                                    | Reprezentacja               | TSS    | TES            | PCS            | SS             | TR             | PE             | CH             | IN             | Ded            | Nbr. |
| ---- | -------------------------------------------- | --------------------------- | ------ | -------------- | -------------- | -------------- | -------------- | -------------- | -------------- | -------------- | -------------- | ---- |
| 1    | Gabriella Papadakis / Guillaume Cizeron      | Francja                     | 136,15 | 76,75          | 59,40          | 9,82           | 9,79           | 9,96           | 10,00          | 9,93           | 0,00           | 20   |
| 2    | Wiktorija Sinicyna / Nikita Kacałapow        | Rosyjski Komitet Olimpijski | 131,66 | 73,43          | 58,23          | 9,71           | 9,61           | 9,75           | 9,71           | 9,75           | 0,00           | 19   |
| 3    | Madison Hubbell / Zachary Donohue            | Stany Zjednoczone           | 130,89 | 73,56          | 58,33          | 9,75           | 9,57           | 9,82           | 9,68           | 9,79           | 1,00           | 18   |
| 4    | Madison Chock / Evan Bates                   | Stany Zjednoczone           | 130,63 | 72,59          | 58,04          | 9,50           | 9,54           | 9,68           | 9,89           | 9,75           | 0,00           | 17   |
| 5    | Charlène Guignard / Marco Fabbri             | Włochy                      | 124,37 | 69,22          | 55,15          | 9,14           | 9,07           | 9,29           | 9,21           | 9,25           | 0,00           | 14   |
| 6    | Olivia Smart / Adrián Díaz                   | Hiszpania                   | 121,41 | 67,71          | 53,70          | 8,75           | 8,68           | 9,14           | 9,11           | 9,07           | 0,00           | 12   |
| 7    | Piper Gilles / Paul Poirier                  | Kanada                      | 121,26 | 66,19          | 55,07          | 9,14           | 9,04           | 9,21           | 9,21           | 9,29           | 0,00           | 15   |
| 8    | Aleksandra Stiepanowa / Iwan Bukin           | Rosyjski Komitet Olimpijski | 120,98 | 65,34          | 55,64          | 9,25           | 9,18           | 9,18           | 9,46           | 9,29           | 0,00           | 11   |
| 9    | Lilah Fear / Lewis Gibson                    | Wielka Brytania             | 115,19 | 63,21          | 51,98          | 8,50           | 8,39           | 8,82           | 8,79           | 8,82           | 0,00           | 17   |
| 10   | Kaitlin Hawayek / Jean-Luc Baker             | Stany Zjednoczone           | 115,16 | 62,99          | 52,17          | 8,61           | 8,54           | 8,75           | 8,68           | 8,89           | 0,00           | 10   |
| 11   | Laurence Fournier Beaudry / Nikolaj Sørensen | Kanada                      | 113,81 | 61,05          | 52,76          | 8,75           | 8,61           | 8,86           | 8,86           | 8,89           | 0,00           | 13   |
| 12   | Wang Shiyue / Liu Xinyu                      | Chińska Republika Ludowa    | 111,01 | 61,34          | 50,67          | 8,39           | 8,25           | 8,54           | 8,50           | 8,54           | 1,00           | 9    |
| 13   | Marjorie Lajoie / Zachary Lagha              | Kanada                      | 108,43 | 58,93          | 49,50          | 8,18           | 7,96           | 8,39           | 8,36           | 8,36           | 0,00           | 8    |
| 14   | Diana Davis / Gleb Smołkin                   | Rosyjski Komitet Olimpijski | 108,16 | 59,77          | 48,39          | 7,89           | 7,75           | 8,25           | 8,25           | 8,18           | 0,00           | 7    |
| 15   | Juulia Turkkila / Matthias Versluis          | Finlandia                   | 105,65 | 58,07          | 47,58          | 7,82           | 7,54           | 8,14           | 8,11           | 8,04           | 0,00           | 5    |
| 16   | Tina Garabedian / Simon Proulx-Sénécal       | Armenia                     | 101,16 | 55,74          | 45,42          | 7,54           | 7,32           | 7,71           | 7,64           | 7,64           | 0,00           | 2    |
| 17   | Natálie Taschlerová / Filip Taschler         | Czechy                      | 101,10 | 55,42          | 45,68          | 7,68           | 7,39           | 7,64           | 7,71           | 7,64           | 0,00           | 4    |
| 18   | Ołeksandra Nazarowa / Maksym Nikitin         | Ukraina                     | 97,34  | 52,30          | 45,04          | 7,43           | 7,39           | 7,46           | 7,61           | 7,64           | 0,00           | 1    |
| 19   | Marija Kazakowa / Gieorgij Riewija           | Gruzja                      | 97,25  | 52,21          | 45,04          | 7,43           | 7,39           | 7,43           | 7,71           | 7,57           | 0,00           | 3    |
| 20   | Natalia Kaliszek / Maksym Spodyriew          | Polska                      | 96,99  | 54,26          | 44,73          | 7,32           | 7,46           | 7,32           | 7,64           | 7,54           | 2,00           | 6    |

### Klasyfikacja końcowa
| Poz.                              | Zawodnicy                                    | Reprezentacja               | Nota łączna | RD | RD       | FD | FD     |
| --------------------------------- | -------------------------------------------- | --------------------------- | ----------- | -- | -------- | -- | ------ |
| 01 !                              | Gabriella Papadakis / Guillaume Cizeron      | Francja                     | 226,98 WR   | 1  | 90,83 WR | 1  | 136,15 |
| 02 !                              | Wiktorija Sinicyna / Nikita Kacałapow        | Rosyjski Komitet Olimpijski | 220,51      | 2  | 88,85    | 2  | 131,66 |
| 03 !                              | Madison Hubbell / Zachary Donohue            | Stany Zjednoczone           | 218,02      | 3  | 87,13    | 3  | 130,89 |
| 4                                 | Madison Chock / Evan Bates                   | Stany Zjednoczone           | 214,77      | 4  | 84,14    | 4  | 130,63 |
| 5                                 | Charlène Guignard / Marco Fabbri             | Włochy                      | 207,05      | 7  | 82,68    | 5  | 124,37 |
| 6                                 | Aleksandra Stiepanowa / Iwan Bukin           | Rosyjski Komitet Olimpijski | 205,07      | 5  | 84,09    | 8  | 120,98 |
| 7                                 | Piper Gilles / Paul Poirier                  | Kanada                      | 204,78      | 6  | 83,52    | 7  | 121,26 |
| 8                                 | Olivia Smart / Adrián Díaz                   | Hiszpania                   | 199,11      | 9  | 77,70    | 6  | 121,41 |
| 9                                 | Laurence Fournier Beaudry / Nikolaj Sørensen | Kanada                      | 192,35      | 8  | 78,54    | 11 | 113,81 |
| 10                                | Lilah Fear / Lewis Gibson                    | Wielka Brytania             | 191,64      | 10 | 76,45    | 9  | 115,19 |
| 11                                | Kaitlin Hawayek / Jean-Luc Baker             | Stany Zjednoczone           | 189,74      | 11 | 74,58    | 10 | 115,16 |
| 12                                | Wang Shiyue / Liu Xinyu                      | Chińska Republika Ludowa    | 184,42      | 12 | 73,41    | 12 | 111,01 |
| 13                                | Marjorie Lajoie / Zachary Lagha              | Kanada                      | 181,02      | 13 | 72,59    | 13 | 108,43 |
| 14                                | Diana Davis / Gleb Smołkin                   | Rosyjski Komitet Olimpijski | 179,82      | 14 | 71,66    | 14 | 108,16 |
| 15                                | Juulia Turkkila / Matthias Versluis          | Finlandia                   | 173,88      | 16 | 68,23    | 15 | 105,65 |
| 16                                | Natálie Taschlerová / Filip Taschler         | Czechy                      | 168,32      | 17 | 67,22    | 17 | 101,10 |
| 17                                | Natalia Kaliszek / Maksym Spodyriew          | Polska                      | 167,31      | 15 | 70,32    | 20 | 96,99  |
| 18                                | Tina Garabedian / Simon Proulx-Sénécal       | Armenia                     | 167,03      | 19 | 65,87    | 16 | 101,16 |
| 19                                | Marija Kazakowa / Gieorgij Riewija           | Gruzja                      | 164,33      | 18 | 67,08    | 19 | 97,25  |
| 20                                | Ołeksandra Nazarowa / Maksym Nikitin         | Ukraina                     | 162,87      | 20 | 65,53    | 18 | 97,34  |
| Nie awansowali do tańca dowolnego |                                              |                             |             |    |          |    |        |
| 21                                | Katharina Müller / Tim Dieck                 | Niemcy                      | NQ          | 21 | 65,47    | NQ | NQ     |
| 22                                | Misato Komatsubara / Tim Koleto              | Japonia                     | NQ          | 22 | 65,41    | NQ | NQ     |
| 23                                | Paulina Ramanauskaitė / Deividas Kizala      | Litwa                       | NQ          | 23 | 58,35    | NQ | NQ     |